# فيلوبويمين

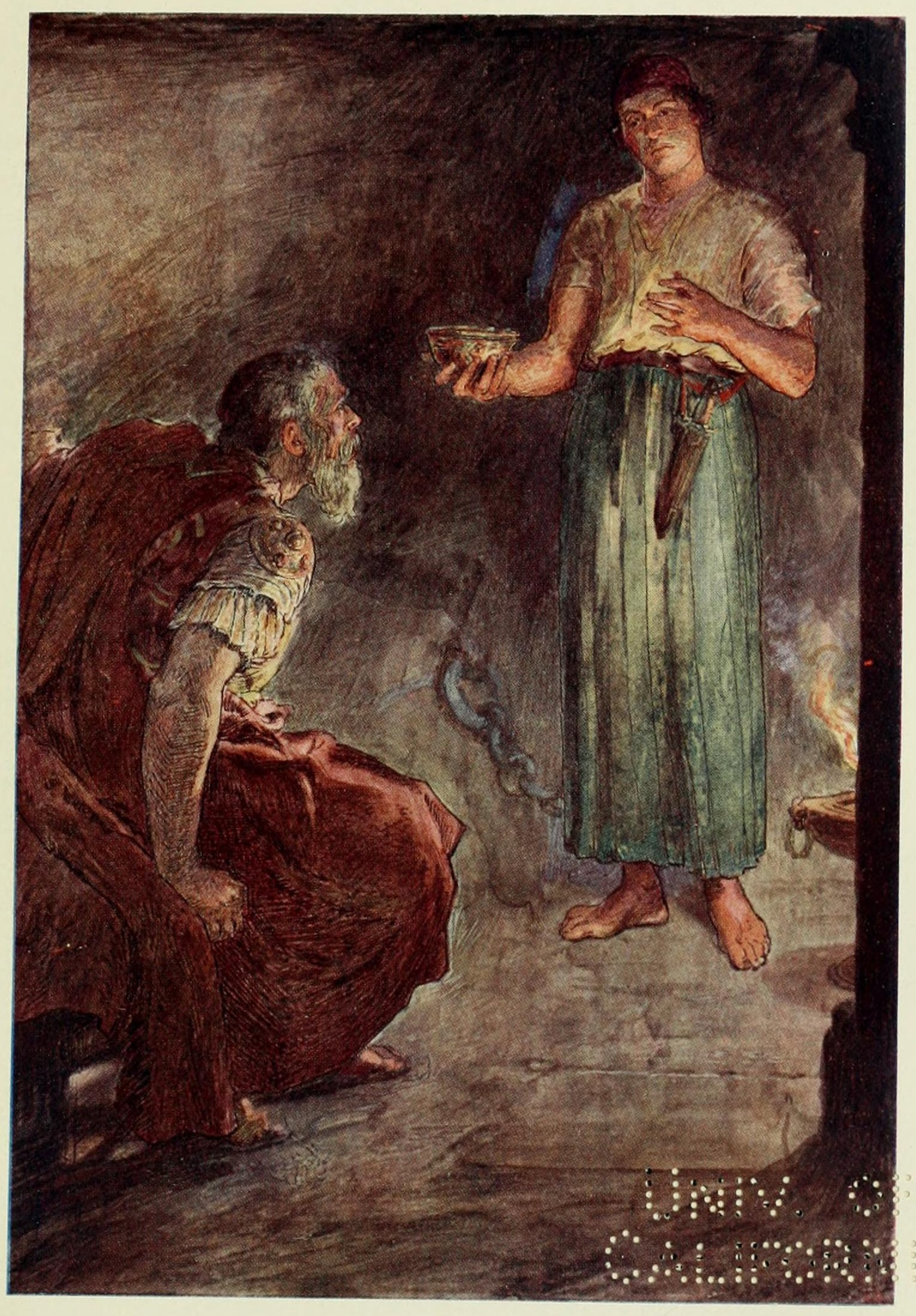
فيلوبويمين في السجن

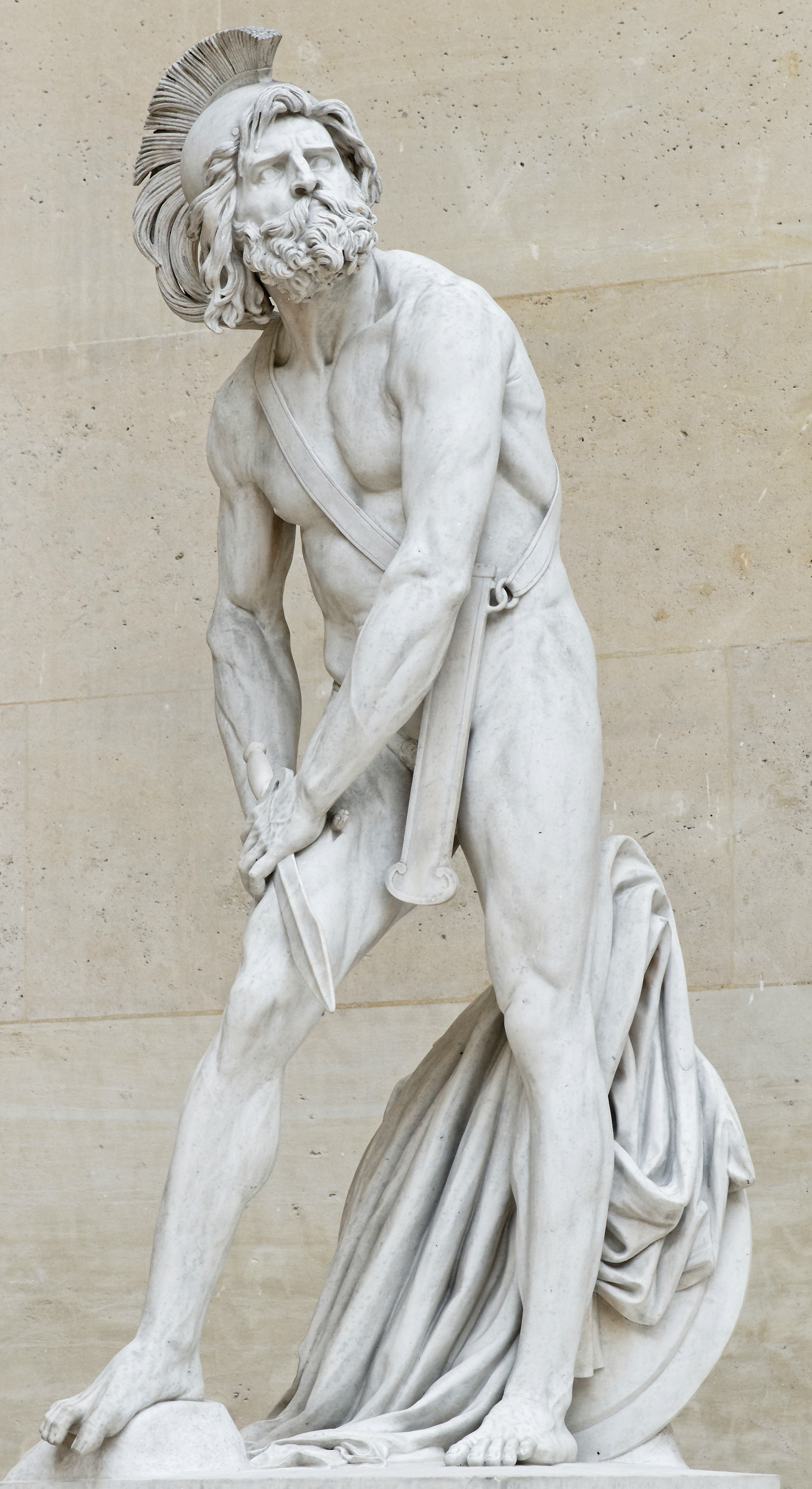
فيلوبومين مُصاب، منحوتة بواسطة ديفيد د. أنجرز، 1837، متحف اللوفر

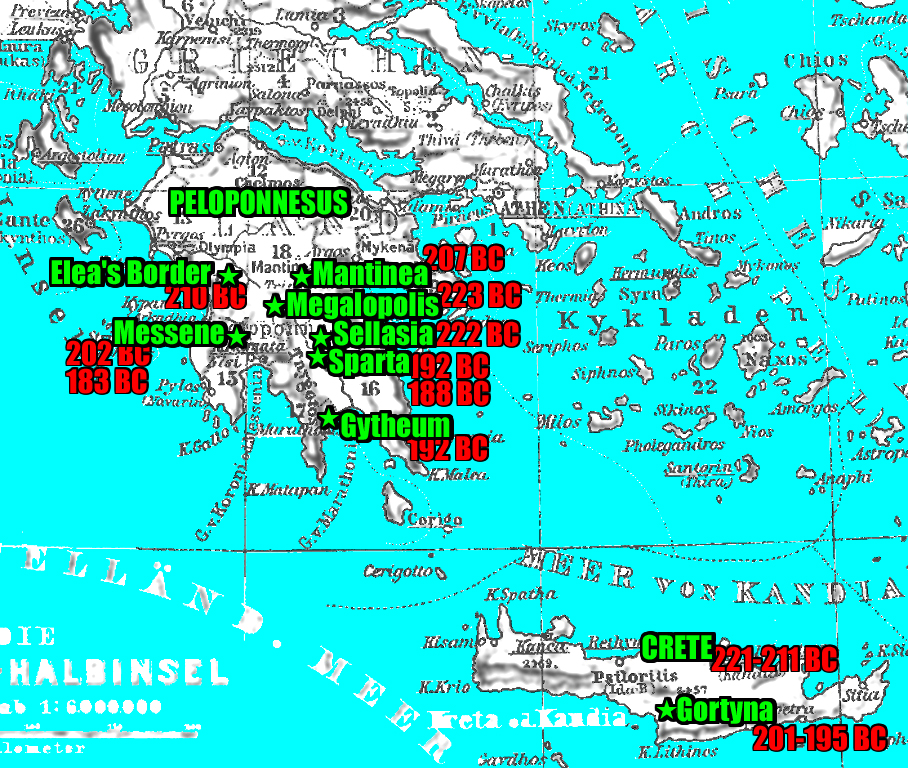
المواقع الجغرافية ذات الصلة بحياة فيلوبومين

فيلوبومين ((باليونانية: Φιλοποίμην) (ولد في 253 ق.م في ميغالوبولي، توفي في 183 ق.م ميسيني) كان جنرال ورجل دولة يوناني مخضرم، الذي كان إستراتيجوس في اتحاد آخاين في ثماني مناسبات.
من الوقت الذي عين فيه كإستراتيجوس في 209 ق.م، ساعد فيلوبومين في تحويل اتحاد آخاين إلى قوة عسكرية مهمة في اليونان. ولقد لُقب بـ«اليوناني الأخير» بواسطة روماني غير معروف.

## بداية حياته
ابن  كراوجيس من ميغالوبولي، توفي والده مبكراً في حياته، ومن ثم تبناه مواطن مهم من ميغالوبولي، والذي كان يُسمي كومودوس.
تعلم فيلوبومين علي يد الفلاسفة الأكاديميين إديموس وديموفانس. كلاً منهما من ميغالوبولي، والذين ساعادا في عزل الطاغية السابق من ميغالوبولي، سيكيون وقوريني. ولهذا، غُرس فيه مفاهيم الحرية والديمقراطية. سعى فيلوبويمين لمحاكاة وتقليد الجنرال ورجل الدولة الثيفي من القرن الرابع قبل الميلاد، إبامينونداس. واعتقد فيلوبويمين أنه بصفته موظفًا عامًا، كانت الفضيلة الشخصية في جميع الأوقات شرطًا ضروريًا. لذلك ارتدي فيلوبومين ملابس متواضعة لبقية حياته، ورفض أي زينة باهظة الثمن.

## معركة ميغالوبولي
كان فيلوبومين أول من ظهر في اهتمامات السياسيين الكبار في اليونان وذلك حينما ساعد في الدفاع عن ميغالوبولي ضد الملك الإسبرطي كليومينس الثالث في 223 ق.م. استولى كليومينس الثالث على ميغالوبولي وكان فيلوبومين من بين أوائل المدافعين عن المدينة. في خلال المعركة، فقد فيلوبومين حصانه وأصيب ومع ذلك، فقد شارك في المعركة حتى النهاية. وقد ساعدت تصرفاته في منح مواطني المدينة الكبرى ما يكفي من الوقت لإخلاء المدينة.

## معركة سيلاسيا
كان ملك مقدونيا، أنتيغونوس الثالث دوسون حريصًا على استعادة النفوذ المقدوني في البيلوبونيز لأول مرة منذ ما يقرب من عقدين. في عام 224 ق.م، قام بتوقيع تحالف مع آخايا، وبيوتيا، و ثيساليا والأكرانيين. ومع حماية ظهره بالمعاهدات، غزا أنتيغونوس البيلوبونيز وأخرج الاسبرطين من آرغوس، أخذاً أورخومينوس و مانتينيا في خضم الأمر.
عندما تقدم ضد لاكونيا، وجد أنتيغونوس أن كليومينس قد سد جميع الممرات الجبلية باستثناء واحد. وعندما توجه لهذا الممر كان كليومينس ينتظر مع جيشه هناك، حيث حدثت معركة سيلاسيا.
وضع فيلوبومين قائداً على سلاح الفرسان، والتي شملت جنودًا من ميغالوبولي. ودعمت من قبل المشاة الإيليرين. عندما دخل المشاة الإيليرين في المعركة، أحاط العدو بهم. لذلك أطلق فيلوبومين هجومه الخاص، مما سبب سقوط الكثير من قواته الخاص، ولكن سمحت هذه الحركة بفرار القوات الاسبرطية المتفاجئة من الحصار. في الهجوم، سقط حصان فيلوبومين وأصيب برمح. ومع ذلك استمر في القتال خلف خطوط العدو.
في نهاية المطاف تم القضاء على القوات الاسبرطية من قبل المقدونيين وحلفائهم وأجبر كليومينس على الفرار إلى مصر. ولكن كزعيم للـ الآخايين، أثارت أعمال فيلوبومين إعجاب أنتيغونوس الثالث ملك مقدونيا.

## قائد الخيالة
قضى بعد ذلك 10 سنوات من 221 ق.م في كريت كقائد المرتزقة. عندما عاد فيلوبومين إلى البر الرئيسى لليونان في عام 210 ق.م، تم تعيينه قائدا للفرسان في اتحاد آخاين.
في العام نفسه، في واحدة من المعارك المرتبطة بالحرب المقدونية الأولى بين مقدونيا والجمهورية الرومانية، واجه فيلوبومين «ديوفانتوس»، الذي كان جيشه مكونًا من الأيتولين والايلسين، بالقرب من نهر لاريسا (على حدود ايلس). خلال المعركة، اتجه ديوفانتوس مباشرة ضد فيلوبومين مع حربته. بشجاعة، لم يتراجع فيلوبومين، لكنه انتظر مع حربته، والذي قام بدفعه إلى صدر ديوفانتوس. وعلى الفور، فر العدو من ساحة المعركة. وبسبب هذا العمل، زادت شهرة فيلوبومين عبر اليونان.

## معركة مانتينيا
تم تعيين فيلوبومين إستراتيجوس في اتحاد آخاين في عام 209 ق.م. استخدم فيلوبومين منصبه لتحديث وزيادة حجم الجيش الآخاييني وتحديث معدات الجنود وتكتيكات المعارك. أثمرت جهوده لجعل اتحاد آخاين قوة عسكرية فعالة بعد عامين.
في السنوات التي تلت هزيمة الملك الإسبرطي كليومينس الثالث في معركة سيلاسيا، عانت إسبرطة من فراغ السلطة الذي أدى في نهاية المطاف إلى منح الحكم الملكي الإسبرطي إلي طفل، بيلوبس، الذي حكم ماتشانيداس على أنه الوصي من خلاله.
حدثت معركة مانتينيا في 207 ق.م بين أسبرطة بقيادة ماتشانيداس واتحاد آخاين، والتي كانت قواته بقيادة فيلوبومين. هزم اتحاد آخاين أسبرطة. في المعركة، هزم فيلوبومين وقتل الحاكم الإسبرطي ماتشانيداس في معركة واحد ضد واحد. بعد ذلك، أقام الآخايين في دلفي تمثالًا برونزيًا استولى على القتال بين ماتشانيداس وفيلوبومين. مع فوزه في مانتينيا، تمكن فيلوبومين من الاستيلاء على تاجيا، ثم الانتقال مع جيشه حتى نهر يوروتاس.

## صعود نابيس أسبرطة
بعد وفاة ماتشانيداس، صعد نابيس، النبيل من البيت الملكي في الأسرة الإوريبونية، وهو سليل الملك ديماراتوس، إلى السلطة في أسبرطة وأصبح الوصي الجديد لـ بيلوبس. وسرعان ما قام نابيس بالإطاحة بـ بيلوبس. في ظل نابيس، واصلت أسبرطة إثارة المتاعب في البيلوبونيز.
في عام 205 ق.م، صنع فيليب الخامس ملك مقدونيا سلامًا مؤقتًا (معاهدة الفينيق) مع روما بشروط مواتية لمقدونيا وبذلك أنهى الحرب المقدونية الأولى. بعد السلام، ذهب نابيس إلى الحرب ضد اتحاد آخاين. ومع ذلك، تمكن فيلوبومين من طرد نابيس من ميسيني.
تم تعيين فيلوبومين إستراتيجوس في اتحاد آخاين بين 201 و 199 ق.م. في 201 ق.م، غزا نابيس وسيطر على ميسيني. ومع ذلك، اضطرت أسبرطة إلى التراجع عندما تدخل جيش اتحاد آخاين تحت فيلوبومين. هُزمت قوات نابيس بشكل حاسم في تاجيا بواسطة فيلوبومين وأجبر نابيس على التحقق من طموحاته التوسعية في الوقت الحاضر.

## عودة فيلوبومين إلى كريت
بعد ذلك طلبت مدينة جورتين الكريتية مساعدة فيلوبومين. لذلك في عام 199 ق.م، عاد فيلوبومين إلى كريت مرة أخرى كقائد مرتزقة. اضطر فيلوبومين إلى تغيير تكتيكاته لأن القتال في الجزيرة كان أكثر في أسلوب حرب العصابات. ومع ذلك، مع خبرة فيلوبومين، كان قادرا على هزيمة أعدائه. قضى فيلوبومين ست سنوات في كريت.
في هذه الأثناء، استفاد نابيس من غياب فيلوبومين، وحاصروا مدينة ميغالوبولي لفترة طويلة. كما إستحوذ نابيس على مدينة آرغوس المهمة من فيليب الخامس ملك مقدونيا، حيث كانت ثمن تحالفه مع المقدونيين. ثم لجأ نابيس إلى الرومان لكي يستطيع التمسك بغزواته.
في عام 196 ق.م، اتهم الجنرال الروماني والقائد العام للقنصل تيتوس كوينتشيوس فلامينينوس الحاكم الإسبرطي، نابيس، بالاستبداد، أخذاً غيثيو في لاكونيا وأجبروا نابيس على تسليم أرغوس. بعد التحقق من طموحات الطاغوت الأسبرطي، نابيس، القوات الرومانية تحت فلامينينوس تنسحب في 194 ق.م من اليونان. مع عدم وجود المزيد من القوة العسكرية الرومانية في اليونان، كانت القوة المهيمنة في المنطقة مملكة مقدونيا، الأيتوليين، واتحاد آخاين المعززة وأسبرطة الضعيفة. حث الأيتوليون، الذين عارضوا التدخل الروماني في الشؤون اليونانية، الزعيم الإسبرطي، نابيس، على استعادة أراضيه السابقة واستعادة نفوذه في الشؤون اليونانية.

## فيلوبومين ورجوعه إستراتيجوس في اتحاد آخاين
بالعودة إلى البر اليوناني كـ إستراتيجوس في عام 193 ق.م، تم تعيين فيلوبومين إستراتيجوس للمرة الثانية لقيادة المعركة ضد نابيس.
في عام 192 ق.م، حاول نابيس الاستيلاء على ساحل لاكونيا. ورد الآخايين على اهتمام أسبرطة المتجدد باستعادة الأراضي المفقودة من خلال إرسال مبعوث إلى روما طلبًا للمساعدة. ردا على ذلك، أرسل مجلس الشيوخ الروماني البريتور أتيليوس مع البحرية، فضلا عن سفارة برئاسة فلامينوس.
لم ينتظر وصول الأسطول الروماني، توجه جيش الآخايين والبحرية نحو غيثيو تحت قيادة فيلوبومين. أسطول الآخايين تحت تيسو هُزم من قبل أسطول أسبرطة. على الأرض، لم يتمكن الآخايين من هزيمة القوات الاسبرطية خارج غيثيو وتراجع فيلوبومين إلى تاجيا.
عندما أعاد فيلوبومين دخول لاكونيا مرة أخرى لمحاولة ثانية، تم نصب كمين لقواته من قبل نابيس، ولكن مع ذلك تمكن فيلوبومين من الفوز على القوات الاسبرطية. تم تعليق خطط فيلوبومين للسيطرة على إسبرطة نفسها بناء على طلب من المبعوث الروماني، فلامينينوس، بعد وصوله إلى اليونان. في المقابل، قرر نابيس، في الوقت الحالي، قبول الوضع الراهن.

## إخضاع إسبرطة
ذهب نابيس بعد ذلك طالباً المساعدة من الإيتوليون. أرسلوا 1000 من سلاح الفرسان إلى أسبرطة تحت قيادة أليكسامينوس. ومع ذلك، قتل الإيتوليون نابيس واحتلوا أسبرطة مؤقتاً. استولت القوات الإتيولية على القصر وجهزت لـ نهب المدينة، لكن سكان إسبرطة تمكنوا من التجمع واجبروهم على مغادرة المدينة.
لكن فيلوبويمين استفاد من الغدر الإيتولي ودخلت إسبرطة مع الجيش الآخايي. الآن مع السيطرة الكاملة على إسبرطة، أجبر فيلوبويمين إسبرطة لتصبح دولة عضو في اتحاد آخاين.
أثار دخول إسبرطة إلى الجامعة مشكلة عن كيفية التعامل مع جميع الأسبرطيين المنفيين من قبل الأنظمة الاجتماعية-الثورية التي هيمنت على إسبرطة لعدة سنوات. أراد فيلوبويمين استعادة هؤلاء الإسبارطيين الذين كانوا على استعداد لدعم الاتحاد. وهذا يعني أنه تبنى عداء لا هوادة فيه تجاه مخاوف الإسبارطيين التقليدية.
في عام 188 ق.م، دخل فيلوبويمين شمال لاكونيا مع جيشه ومجموعة من المنفيين الإسبارطيين. هدم جيشه الجدار الذي بناه الطاغية السابق لإسبرطة، نابيس، حول إسبرطة. ثم أعاد فيلوبويمين الجنسية الإسبارطيية إلى المنفيين وألغى القانون الإسبرطي والنظام التعليمي، حيث أدخل قانون اتحاد آخاين والمؤسسات في مكانها. انتهى دور أسبرطة كقوة كبرى في اليونان، في حين أصبحت اتحاد آخاين السلطة المهيمنة في جميع أنحاء البيلوبونيز.

## سنوات فيلوبومين الأخيرة
أثارت هذه الأعمال المعارضة حتى من مؤيدي فيلوبين في إسبرطة. ونتيجة لذلك، قام معارضوه في إسبرطة بمناشدة مباشرة إلى مجلس الشيوخ الروماني، الذي اقترح مرارًا حلول لحل الخلافات، والتي رفضها كل من فيلوبومين ومؤيديه. في الواقع، رفض فيلوبومين ومؤيديه الاعتراف بأي دور روماني في الشؤون الداخلية لـ الآخايين حيث جادلوا بأن روما قد اعترفت سابقاً باستقلال اتحاد آخاين من خلال معاهدة رسمية. هذا الموقف العدواني تجاه أسبرطة ونحو روما قسم السياسة الآخايينة. ومع ذلك، توفي فيلوبومين قبل حل هذه الأمور.
في عام 183 ق.م، شجع دينوقراطيس الذي عارض فيلوبومين بشدة، ميسيني على الثورة ضد الاتحاد. بعد أن أعلن دينوقراطيس أنه سيحتل المستعمرات، قرر فيلوبومين أنه بحاجة إلى إخضاع التمرد.
في المعركة التي تلت ذلك، وجد فيلوبومين نفسه وراء خطوط العدو وأسر من قبل الميسينين بعد أن رماه حصانه. ثم تمت دعوته لشرب السم للسماح له بالحصول على ما اعتبر وقتها الموت الشريف. عند سماع وفاته، انضم أعضاء اتحاد آخاين للقوات للسيطرة على ميسيني.
مع موته، تم حرق جثة فيلوبومين. في جنازته العامة، حمل المؤرخ بوليبيوس الجرة مع رماد فيلوبومين، ثم كتب سيرة ذاتية ودافع عن ذاكرته في تاريخه. كتب باوسانياس أنه بعد وفاة فيلوبومين، «توقفت اليونان عن حمل الرجال الطيبين».

## روابط خارجية
- معلومات عن فيلوبومين نسخة محفوظة 23 ديسمبر 2003 على موقع واي باك مشين. (باللغة الأنجليزية)
- فرسان تارانتين

| سبقه سيكلاديس                | إستراتيجوس اتحاد آخاين 209 ق.م - 208 ق.م | تبعه سيكلاديس                |
| سبقه أريستاينوس الميغالوبولي | إستراتيجوس اتحاد آخاين 193 ق.م - 192 ق.م | تبعه دايفونيس                |
| سبقه دايفونيس                | إستراتيجوس اتحاد آخاين 191 ق.م - 186 ق.م | تبعه أريستاينوس الميغالوبولي |
| سبقه أركون (إستراتيجوس)      | إستراتيجوس اتحاد آخاين 183 ق.م - 182 ق.م | تبعه ليكورتاس                |